# Jeff Pezzati
Jeff Pezzati (Chicago, 6 febbraio 1960) è un musicista statunitense, noto come cantante del gruppo hardcore punk Naked Raygun e come ex bassista del gruppo noise rock Big Black.
Jeff suona al momento nei The Bomb e fa parte anche della riunione dei Naked Raygun, concretizzatasi nel CD/DVD What Poor Gods Do We Make nel 2007.

## Discografia

### Con i Big Black
EP
- 1983 - Bulldozer (Ruthless Records)
- 1984 - Racer-X (Homestead Records)

Raccolte
- 1986 - Hammer Party

### Con i The Bomb
Album in studio
- 2000 - Torch Songs
- 2005 - Indecision
- 2009 - Speed Is Everything

Singoli
- 1997 - ...Arming

### Altre apparizioni
- 2005 - Alkaline Trio/One Man Army, BYO Split Series, Vol. 5 - voce
- 2007 - Alkaline Trio, Remains - voce
- 2008 - Paint It Black, New Lexicon - voce